# 龍種
《龙种》（英語：Dragon Seed）是一部1944年的战争劇情片，主演为凯瑟琳·赫本。本片根据赛珍珠的同名小说改编。电影描写了中国一个宁静的村庄在抗日战争时期被日本陆军入侵后的巨大变化。村里的人选择采取一种平和的心态面对入侵者，但是倔强的女人小玉（赫本饰演），站起来反抗日本。 
艾琳·麦克马洪凭借本片获得奥斯卡奖最佳女配角的提名。
這部電影在片頭及結尾處的主題音樂中加入一部份的中華民國國歌（片頭處為中文的中華民國國歌歌詞）。而在片中焚烧日货的镜头里，还出现了《义勇军进行曲》（现中华人民共和国国歌）的旋律。

## 演员
- 凯瑟琳·赫本 饰小玉
- 沃尔特·休斯顿 饰 Ling Tan
- 艾琳·麦克马洪 饰 Ling Tan的妻子
- 阿基姆·坦米罗夫（英语：Akim Tamiroff） 饰吴连
- 杜亨·贝（英语：Turhan Bey） 饰谭老二
- 赫德·哈特菲尔德（英语：Hurd Hatfield） 饰谭老三
- J. Carrol Naish 饰 日本厨房巡察
- Agnes Moorehead 饰 Third Cousin's Wife
- Henry Travers 饰 Third Cousin
- Robert Bice 饰谭老大
- Robert Lewis 饰 Captain Sato
- Frances Rafferty 饰 Orchid Tan
- Leonard Strong 饰 日本官员
- 杰奎琳·德威特（英语：Jacqueline deWit） 饰吴连的妻子
- Clarence Lung 饰 Fourth Cousin
- Paul E. Burns 饰 Neighbor Shen
- Anna Demetrio 饰 Wu Sao